# Espesor elástico de la litosfera
El espesor elástico de una determinada región de la litosfera, también conocido como espesor elástico equivalente de la litosfera, se define como el espesor que debería tener una placa ideal (delgada, elástica y homogénea) para reproducir su comportamiento flexural. Conociendo la distribución espacial de movimiento vertical de la litosfera (deflexión), es posible calcular el espesor elástico ajustándolo con un modelo numérico flexural.
La litosfera, como capa externa resistente de la Tierra, es susceptible de ser doblada bajo el peso de grandes edificios volcánicos o del apilamiento de roca en orógenos debidos a la colisión de placas tectónicas. Este doblamiento se usa para calcular el espesor elástico de la litosfera, cuya utilidad principal es la de permitir comparar de forma objetiva la rigidez litosférica en distintas regiones del planeta.
El espesor elástico de la litosfera en la península ibérica, por ejemplo, varía entre los 5 y los 30 km, sobre la base de estudios de modelado directo de la evolución de cuencas sedimentarias. En la Tierra, los valores encontrados están entre 0 y 150 km, aunque la mayoría de las regiones se sitúan en torno a 15-25 km.